# Zoran Janjetov
Zoran Janjetov (Subotica, 23 giugno 1961) è un fumettista e illustratore serbo.
Fra i suoi lavori principali si possono citare "Bernard Panasonik", "Prima dell'Incal" (sceneggiatore Alejandro Jodorowsky), "Tecnopadri" (sc. Jodorowsky) e "L'Ogregod" (sc. Jodorowsky).